# Mellau
Mellau è un comune austriaco di 1 300 abitanti nel distretto di Bregenz, nel Vorarlberg. Stazione sciistica specializzata nello sci alpino, ha ospitato fra l'altro varie tappe della Coppa del Mondo e della Coppa Europa e i Campionati austriaci nel 1983 e nel 1998.